# Simpang Wie
Simpang Wie is een bestuurslaag in het regentschap Langsa van de provincie Atjeh, Indonesië. Simpang Wie telt 133 inwoners (volkstelling 2010).